# Anomochilus leonardi
Anomochilus leonardi е вид влечуго от семейство Anomochilidae. Видът е незастрашен от изчезване.

## Разпространение
Разпространен е в Малайзия (Западна Малайзия).